# أورسولا سميث
أورسولا سميث (بالإنجليزية: Ursula Smith) هي لاعبة كرة الريشة بريطانية، ولدت في 25 أكتوبر 1942 في تشيشير في المملكة المتحدة.

## روابط خارجية
- أورسولا سميث على موقع اتحاد ألعاب الكومنولث (مؤرشف) (الإنجليزية)